# Бараново (Сафоновський район)
Бараново (рос. Бараново)  — присілок Сафоновського району Смоленської області Росії. Входить до складу Барановського сільського поселення.
Населення —  834 особи (2007 рік). 